# Joulupukki, joulupukki

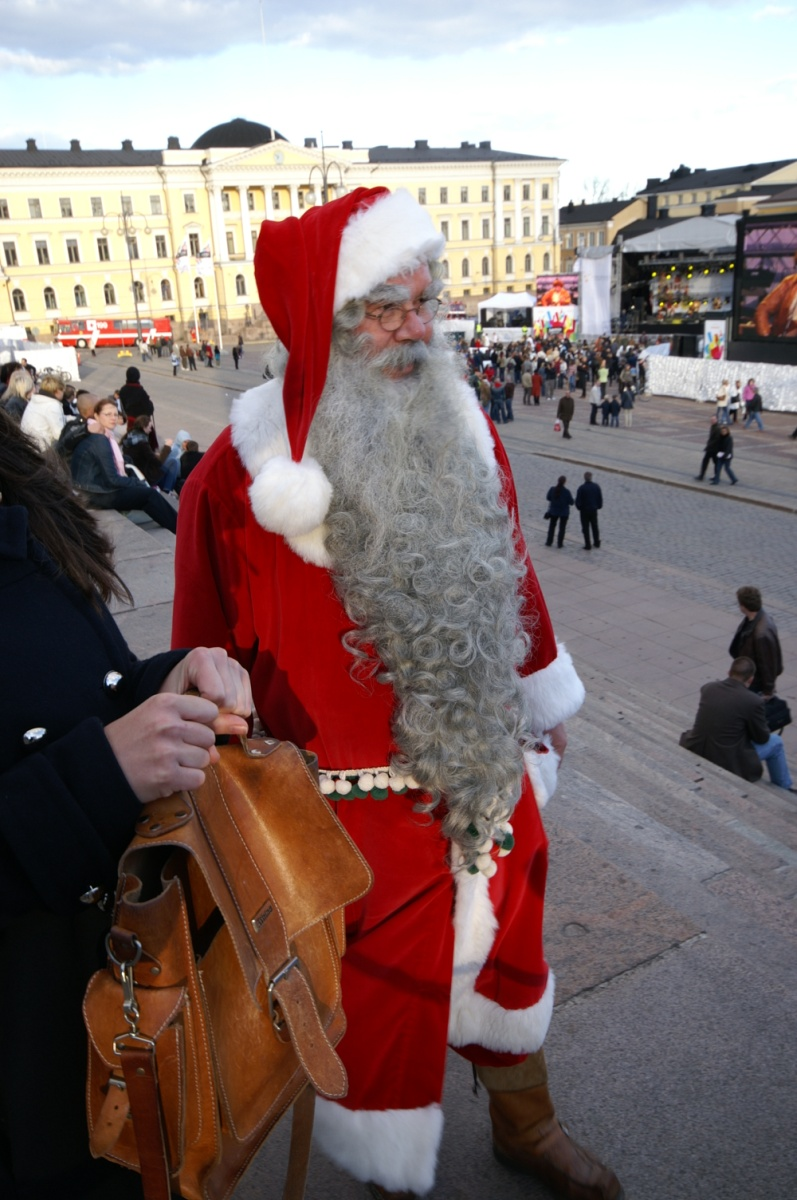
Babbo Natale (in finlandese: joulupukki) a Helsinki

Joulupukki, joulupukki (= Babbo Natale, Babbo Natale, in finlandese) è un tradizionale canto natalizio finlandese, scritto dal compositore Pekka Juhani Hannikainen (1854-1924), autore sia del testo che della melodia.

## Testo
La canzone, che si compone di sei strofe di otto versi ciascuna, si presenta come un dialogo tra Babbo Natale, che viene chiamato "il vecchio nonno (vanha ukki) dalla barba bianca (valkoparta)" e definito "un vecchio conoscente" (vanha tuttu) e "buon nonno" (oiva ukki), ed alcuni bambini, che gli chiedono se non gli pesi il carico che porta sulla schiena. I bambini vengono infine ricompensati con dei piccoli doni.